# نیجروس
نیجروس (به انگلیسی: Nigerose) با فرمول شیمیایی C۱۲H۲۲O۱۱ یک ترکیب شیمیایی با شناسه پاب‌کم ۴۳۹۵۱۲ است. که جرم مولی آن ۳۴۲٫۲۹۶۴۸ g/mol می‌باشد.